# Polygonatum humile
Polygonatum humile là một loài thực vật có hoa trong họ Măng tây. Loài này được Fisch. ex Maxim. miêu tả khoa học đầu tiên năm 1859.